# Чорнокондратенко
Чорнокондра́тенко (Чорнокіндратенко) — українське прізвище.

## Відомі носії
- Чорнокондратенко Вадим Дмитрович — український музикант. Заслужений артист України (2013).
- Чорнокондратенко Євген Дмитрович — український диригент. Заслужений артист України (1996).
- Чорнокондратенко Ніна — українська домристка.
- Чорнокондратенко Ольга — українська скрипалька.
- Чорнокондратенко Маргарита — українська журналістка.